# Luis Collazo
Luis Collazo (* 22. April 1981 in Brooklyn, New York City, New York, USA) ist ein US-amerikanischer Boxer. 
Am 2. April 2005 nahm Collazo im Mittelgewicht seinem Landsmann Jose Antonio Rivera mit einem vorzeitigen Sieg den regulären WBA-Weltmeistergürtel ab. Er verlor diesen Titel allerdings bereits in seiner ersten Titelverteidigung, die im Mai des darauffolgenden Jahres stattfand, an den bis dahin ungeschlagenen Briten Ricky Hatton (40-0-0) durch einstimmigen Beschluss.